# Округ Ервин (Џорџија)
Округ Ервин (енгл. Irwin County) је округ у америчкој савезној држави Џорџија.

## Демографија
По попису из 2010. године број становника је 9.538, што је 393 (-4,0%) становника мање 2000. године.
| Група             | 2000.         | 2010.         |
| Белци             | 7.102 (71,5%) | 6.719 (70,4%) |
| Афроамериканци    | 2.570 (25,9%) | 2.472 (25,9%) |
| Азијати           | 32 (0,3%)     | 61 (0,6%)     |
| Хиспаноамериканци | 202 (2,0%)    | 228 (2,4%)    |
| Укупно            | 9.931         | 9.538         |